# Шарир, Сутан
Сутан Шарир (индон. Sutan Syahrir, Sutan Sjahrir; 5 марта 1909, Паданг-Панджанг — 7 ноября 1966, Цюрих) — индонезийский политический деятель, социалист, национальный герой Индонезии. Первый премьер-министр Индонезии, также занимал посты министра внутренних дел и министра иностранных дел. В 1962 году, столкнувшись с репрессиями, эмигрировал в Швейцарию, где жил до своей смерти.

## Детство и юность
Шарир родился в 1909 году в городе Паданг-Панджанг. Его отец был главным прокурором в Медане и советником султана Дели. Старшая сестра Сутана, Сити Рохана (индон. Siti Rohana)(по прозвищу минангкабау Картини) была адвокатом, занималась юридическим образованием женщин, работала журналистом в первой феминистской газете Суматры. Шарир получил образование в школах Медана и Бандунга. В Бандунге он стал одним из основателей «Народного университета» — организации, которая боролась с неграмотностью и пропагандировала националистические идеи в Приангане.

## Учёба в Нидерландах
В 1929 году Шарир уехал в Нидерланды для получения образования; он изучал право в Амстердамском и Лейденском университетах. В университете Сутан впервые познакомился с идеями социализма, был членом нескольких профсоюзов. Некоторое время он был секретарём Индонезийской Ассоциации (индон. Perhimpunan Indonesia) — организации индонезийских студентов в Нидерландах. Также он был одним из соучредителей Jong Indonesia — ассоциации индонезийской молодёжи, позже переименованной в Pemuda Indonesia. Во время своей деятельности в Индонезийской Ассоциации он стал ближайшим соратником Мохаммада Хатты, будущего вице-президента Индонезии. Позже Хатта и Шарир вышли из Ассоциации.

## Возвращение в Индонезию и участие в националистическом движении
Шарир не успел завершить своё образование в голландских университетах — в 1931 году, по поручению Хатты, он вернулся в Индонезию, где вместе с Хаттой принимал участие в создании Индонезийской национальной партии. За короткое время авторитет Шарира значительно возрос — из представителя Хатты он стал самостоятельным лидером освободительного движения. В ноябре 1934 года Хатта и Шарир были арестованы голландцами за националистическую деятельность; сначала они отбывали заключение на реке Дигул, затем на островах Банда, в 1941 году, незадолго до нападения японцев на Голландскую Ост-Индию, их перевели в город Сукабуми.

## Японская оккупация
Во время японской оккупации Шарир почти не принимал участие в общественной жизни Индонезии из-за того, что страдал от туберкулёза. Однако, он был одним из немногих индонезийских лидеров, отказавшихся от сотрудничества с оккупантами и начавших подпольную освободительную борьбу. Сутану активно помогали Хатта и будущий президент Индонезии Сукарно, которые, однако, продолжали сотрудничать с японцами.

## Премьер-министр
В ноябре 1945 года Шарир был назначен премьер-министром Республики Индонезия. Во время войны за независимость он пользовался уважением у голландцев, поскольку не сотрудничал с японцами во время оккупации. В 1946 году Сутан сыграл важную роль в подготовке Лингаджатских соглашений. Его идеи часто опережали время, поэтому вскоре после своего назначения новый премьер приобрёл множество политических противников.
Национальная революция - это результат демократической революции, на первом плане должна стоять демократия, и только на втором — национализм. Государство Индонезия - это только название для идеала, к которому мы должны стремиться.
Из книги Сутана Шарира "Perdjoeangan Kita" (с индон. — «Наша Борьба»), октябрь 1945 года.
Кабинет Шарира, который был принципиальным сторонником участия женщин в правительстве, стал первым в индонезийской истории, в котором появилась министр-женщина. Ей стала Мария Ульфа Сантосо, министр по социальным вопросам.

## Руководство Социалистической партией
В 1948 году, когда соратник Шарира Амир Шарифуддин покинул Социалистическую партию и вместе со своими сторонниками перешёл в Коммунистическую партию Индонезии, Сутан основал новую партию. Она получила название Социалистической партии Индонезии (PSI). Несмотря на свою небольшую численность, партия Шарира оказывала значительное влияние на индонезийскую политику, в первую очередь, благодаря хорошему образованию, полученному её лидерами. На выборах 1955 года партия потерпела поражение, получив всего 2 % голосов, в первую очередь из-за того, что программа, написанная Шариром в духе социал-демократии, была сложна для восприятия населением. В 1960 году, за участие в путче 1958 года, Социалистическая партия Индонезии была запрещена.

## Последние годы жизни
В 1962 году Шарир был арестован без суда за участие в предполагаемом антиправительственном заговоре. Хатта, товарищ Шарира по освободительной борьбе написал письмо Сукарно с просьбой освободить его, но оно осталось без ответа. Во время заключения в 1965 году у него случился инсульт, в результате он потерял способность говорить. Умер Сутан Шарир в 1966 году в Цюрихе, куда выехал на лечение.

## Память
Несмотря на то, что Шарир был убеждённым противником голландского империализма, он пользовался большим уважением в Нидерландах. После его смерти в 1966 году бывший премьер-министр Нидерландов профессор Виллем Шермехорн в своём выступлении по радио высоко отметил заслуги Сутана, назвав его «благородным воином, сражавшимся за высокие идеалы», и выразил надежду, что «будущие поколения индонезийцев также признают большие заслуги этого человека».
В Индонезии пересмотр оценок деятельности Шарира начался только в XXI веке.

## Награды
- Орден «Звезда Республики Индонезии» 2-й степени (1998)[19]